# Chlorops rossicus
Chlorops rossicus är en tvåvingeart som beskrevs av Smirov 1955. Chlorops rossicus ingår i släktet Chlorops och familjen fritflugor. Arten har ej påträffats i Sverige. Inga underarter finns listade i Catalogue of Life.